# فرماندهی تجهیزات نیروی زمینی ایالات متحده آمریکا
فرماندهی تجهیزات نیروی زمینی ایالات متحده آمریکا (انگلیسی: United States Army Materiel Command) یا فرماندهی تدارکات نیروی زمینی ایالات متحده آمریکا تأمین‌کننده اصلی تجهیزات برای نیروی زمینی ایالات متحده آمریکا است. مأموریت این فرماندهی شامل مدیریت تأسیسات و همچنین نگهداری و توزیع قطعات در نیروی زمینی است.
فرماندهی تجهیزات نیروی زمینی، انبارها، زرادخانه‌ها، کارخانه‌های مهمات و سایر تأسیسات را اداره می‌کند و ذخایر از پیش تعیین‌شده نیروی زمینی را چه در خشکی و چه در آب نگهداری می‌کند. این فرماندهی همچنین نماینده اجرایی وزارت دفاع برای ذخایر سلاح‌های شیمیایی و مهمات متعارف است.
فرماندهی تجهیزات نیروی زمینی در ۸ مه ۱۹۶۲ تأسیس شد و بعداً در ۱ اوت همان سال به عنوان یک فرماندهی میدانی اصلی نیروی زمینی ایالات متحده فعالیت خود را آغاز کرد. فرماندهی تجهیزات نیروی زمینی مسئول فروش تجهیزات و خدمات نیروی زمینی آمریکا به متحدان ایالات متحده است و توافق‌نامه‌هایی را برای تولید مشترک سیستم‌های تسلیحاتی ایالات متحده توسط سایر کشورها، مذاکره و اجرا می‌کند.